# 広島県高等学校の廃校一覧
広島県高等学校の廃校一覧（ひろしまけんこうとうがっこうのはいこういちらん）は、広島県の廃校となった高等学校の一覧。対象となるのは学制改革（1948年）以降に廃校となった高等学校と分校である。名称は廃校当時のもの。廃校時に属していた自治体が合併により消滅している場合は現行の自治体に含める。また、現在休校中の学校は公式には存続していることとなっているが、休校中の学校は事実上廃校となっている場合が多いため、便宜上本項に記載する。
小学校や中学校と異なり、生徒が在学中に在籍校が変更となることはほとんどなく、新設校が開校する年と旧校が閉校となる年は異なることが多い。また、統合した場合でも片方の高等学校が旧校の生徒が卒業するまで存続扱いとなる場合もある。

## 広島市
- 安芸学園安芸女子高等学校（1952年休校、1954年廃校認可）[1]
- 大下学園祇園高等学校（2005年をもって募集停止、同校を承継して2006年にAICJ中学校・高等学校開校）[注釈 1]
- デネブ高等学校（2011年）[2]
- 広島県立白木高等学校（2012年広島県立高陽高等学校へ統合）
- 広島市立大手町商業高等学校（2021年）[3]
- 広島県立西高等学校（2021年）[4]
- 見真学園広島音楽高等学校（2022年）
- 広島県立安芸高等学校（2024年）

## 呉市
- 広島県立広津高等学校（1949年緑丘高と統合し広島県立広高等学校へ）[5]
- 広島県立緑丘高等学校（1949年広津高と統合し広高へ）[5]
- 広島県音戸高等学校倉橋西分校（1956年倉橋東分校と統合し倉橋分校へ）[6]
- 広島県音戸高等学校倉橋東分校（1956年倉橋西分校と統合し倉橋分校へ）[6]
- 広島県立広高等学校向分校（1964年）[5]
- 芸南学園芸南高等学校（1975年）
- 広島県立豊高等学校（1978年大崎高下島分校から独立[7]、1996年廃校[8]）
- 広島県立倉橋高等学校（1975年音戸高倉橋分校東分教場から改称し独立するも[6]、2006年広島県立音戸高等学校へ統合）
- 広島県立広高等学校蒲刈分校（2003年）[5]
- 広島県立呉昭和高等学校（2024年）[9]

## 三原市
- 広島県世羅高等学校〈初代〉（1949年4月30日世羅郡甲山町〈現：世羅町〉の甲山高と統合し世羅高〈2代目、1968年10月1日広島県立世羅高等学校へ改称〉へ）[10]
- 広島県浮城高等学校（1949年4月30日統合により広島県三原高等学校〈1968年10月1日広島県立三原高等学校へ改称〉へ）[11]
- 広島県三原桜南高等学校（同上）[11]
- 三原市立明善高等学校（同上）[11]
- 広島県世羅高等学校豊田分校（1963年本郷高から移管し、神田分校と統合し大和分校豊田分教場となり、1964年完全統合を経て1981年大和高として独立）[10]
- 広島県世羅高等学校神田分校（1963年豊田分校と統合し大和分校神田分教場1964年完全統合を経て1981年大和高として独立）[10]
- 広島県立本郷工業高等学校（2005年尾道工業高・賀茂高生活科学科・広島県立河内高等学校調理科及び商業科と統合し広島県立総合技術高等学校へ）[注釈 2]
- 広島県立久井高等学校（2010年[12]三原高へ統合）[注釈 3]
- 広島県立大和高等学校（2012年[12]世羅高へ統合）[注釈 4]

## 尾道市
- 広島県土生高等学校東生口分校（1956年）[14]
- 広島県土生高等学校（1958年広島県因島高等学校〈1968年広島県立因島高等学校へ改称〉へ統合）[14]
- 広島県因島高等学校因北分校（1958年土生高因北分校から移管、1966年廃校）[14]
- 広島県立因島北高等学校（1966年因島高から独立、1968年広島県因島北高等学校から改称、1999年因島高へ再統合）[14]
- 広島県立尾道工業高等学校（2007年[13]三原市の総合技術高へ統合）[注釈 5]
- 株式会社文学の館師友塾高等学校｛通信制｝（構造改革特別区域「尾道市人間教育特区」に基づく株式会社立学校。2017年廃校。2018年会社破産）[16]

## 福山市
- 広島県神辺高等学校山野分校（1964年広島県神辺高等学校深安分校へ統合）[注釈 6]
- 広島県立戸手商業高等学校（1998年至誠高と統合し広島県立戸手高等学校へ）[17]
- 広島県立至誠高等学校（1998年戸手商業高と統合し戸手高へ）[17]
- 広島県立自彊高等学校（1972年神辺工業高自彊分校から独立、2011年[13]神辺高へ統合）[注釈 7]

## 府中市
- 広島県府中東高等学校（1949年広島県立府中高等学校へ統合）[注釈 8]
- 広島県立府中高等学校協和分校（1980年）[注釈 9]

## 三次市
- 広島県三次高等学校〈初代〉（1949年三次西高と統合し三次高〈2代目、1968年広島県立三次高等学校、2019年広島県立三次中学校・高等学校へ改称〉へ）[19][注釈 10]
- 広島県三次西高等学校（1949年三次高〈初代〉と統合し三次高〈2代目〉へ）[19]
- 広島県立三次高等学校君田分校（1980年）[19]
- 広島県立三次高等学校布野分校（1962年塩町高布野分校から移管、1980年廃校）[19]
- 広島県立三次高等学校作木分校（1987年）[19]

## 庄原市
- 広島県庄原高等学校〈初代〉（1949年4月30日統合により比婆西高へ）[20]
- 広島県格致高等学校（同上）[21]
- 広島県西城高等学校（1949年4月30日統合により比婆西高西城分校となり、1952年西城町立西城家政専門学校と統合し西城町立西城高等学校として再独立、1954年広島県立西城高等学校、1968年広島県立西城商業高等学校を経て1998年広島県立西城紫水高等学校へ）[22]
- 広島県比婆西高等学校（1954年5月1日庄原高〈2代目〉へ改称、1961年広島県立庄原実業高等学校[20]と広島県立庄原格致高等学校[21]〈いずれも1968年9月30日までは立がつかない〉へ分割）[注釈 11]
- 広島県立庄原実業高等学校本田分校（1972年）[20]
- 広島県立庄原格致高等学校口和分校（1980年）[21]
- 広島県立庄原実業高等学校比和分校（1987年）[20]
- 広島県立庄原格致高等学校高野山分校（2009年）[21]

## 東広島市
- 広島県賀茂高等学校〈初代〉（1949年4月30日西条農業高〈初代〉と統合し西条高〈1953年広島県賀茂高等学校へ校名を戻し、1968年広島県立賀茂高等学校へ改称〉へ）[23][注釈 12]
- 広島県西条農業高等学校〈初代〉（1949年4月30日賀茂高〈初代〉と統合し西条高となるも、1953年広島県西条農業高等学校として再独立[23]、1968年広島県立西条農業高等学校へ改称）
- 広島県賀茂高等学校久芳分校（1965年広島県賀茂北高等学校〈現：広島県立賀茂北高等学校〉へ統合）[24]

## 安芸高田市
- 広島県吉田農業高等学校（1949年広島県吉田高等学校へ統合）[注釈 13]
- 広島県立吉田高等学校八千代分校（1949年簸川分校から根野分校へ、1959年根野分校から改称、2004年廃校）
- 広島県立高宮高等学校（2011年[13]吉田高へ統合）[注釈 14]

## 江田島市
- 広島県呉竹高等学校（1949年4月30日呉白楊高と統合し広島県呉三津田高等学校〈1968年10月1日広島県立呉三津田高等学校へ改称〉へ）[26][注釈 15]
- 広島県呉白楊高等学校（1949年4月30日呉竹高と統合し呉三津田高へ）[26]
- 広島県大柿高等学校中村分校（1964年）[27]
- 広島県立大柿高等学校大君分校（2009年）[27]
- 広島県立江田島高等学校（1972年呉三津田高江田島分校から独立するも[26]、2010年呉三津田高へ統合）

## 安芸郡
- 猪野学園聖徳中学校・高等学校（1954年）[28]

## 山県郡
- 広島県立千代田高等学校大朝分校（1974年）[29]
- 広島県立千代田高等学校豊平分校（2005年）[注釈 16]

## 豊田郡
- 広島県木江工業高等学校〈初代〉（1948年9月芸陽高と統合し甲陽高へ）[7]
- 中野村立芸陽高等学校（1948年9月木江工業高と統合し甲陽高へ）[7]
- 広島県立大崎高等学校（1998年木江工業高と統合し広島県立大崎海星高等学校へ）[7]
- 広島県立木江工業高等学校〈2代目〉（1998年大崎高と統合し大崎海星高へ）[7]
- 国立広島商船高等学校（広島商船高等専門学校発足に伴い、1969年本科、1971年専攻科を閉科）

## 世羅郡
- 広島県甲山高等学校（1949年4月30日三原市の世羅高〈初代〉と統合し世羅高〈2代目〉へ）[10]
- 広島県甲山高等学校小国分校（1949年黒川分校と統合し世羅高吉川分校へ）[10]
- 広島県甲山高等学校黒川分校（1949年小国分校と統合し世羅高吉川分校へ）[注釈 17]
- 広島県世羅高等学校吉川分校（1962年塩町高三和分校と統合し世羅高三和分校へ）[10]
- 広島県塩町高等学校三和分校（1962年世羅高吉川分校と統合し世羅高三和分校へ）[10]
- 広島県立三和高等学校（1973年世羅高三和分校から改称し独立するも、2007年世羅高へ統合）[注釈 18]